# فرودگاه رم سرویس
فرودگاه رم سرویس  (به انگلیسی: Rome Service Airport) یک فرودگاه خصوصی است که یک باند فرود خاک دارد و طول باند آن ۸۸۳ متر است. این فرودگاه در کشور ایالات متحده آمریکا قرار دارد و در ارتفاع ۱۰۳۲ متری از سطح دریا واقع شده است.